# Gare de Minami-Ibaraki
La gare de Minami-Ibaraki (南茨木駅, Minami-Ibaraki-eki) est une gare ferroviaire de la ville d'Ibaraki, dans la préfecture d'Osaka au Japon. Elle est gérée par la compagnie Hankyu et le Monorail d'Osaka.

## Situation ferroviaire
Minami-Ibaraki est située au point kilométrique (PK) 12,9 de la ligne Hankyu Kyoto et au PK 13,3 de la ligne principale du monorail d'Osaka.

## Histoire
La gare de la ligne Hankyu a ouvert le 8 mars 1970 pour desservir l'exposition universelle de 1970 via une navette en bus. La station du monorail a ouvert le 1er juin 1990.

## Service des voyageurs

### Accueil
La gare dispose d'un bâtiment voyageurs, avec guichet, ouvert tous les jours.

### Desserte

#### Hankyu
- Ligne Kyoto :
  - voie 1 : direction Ibaraki-shi, Kyoto-Kawaramachi et Arashiyama
  - voie 2 : direction Jūsō et Osaka-Umeda

#### Monorail d'Osaka
- Ligne principale :
  - voie 1 : direction Kadomashi
  - voie 2 : direction Aéroport d'Osaka

## Dans les environs
- Campus d'Ibaraki de l’université de Ritsumeikan

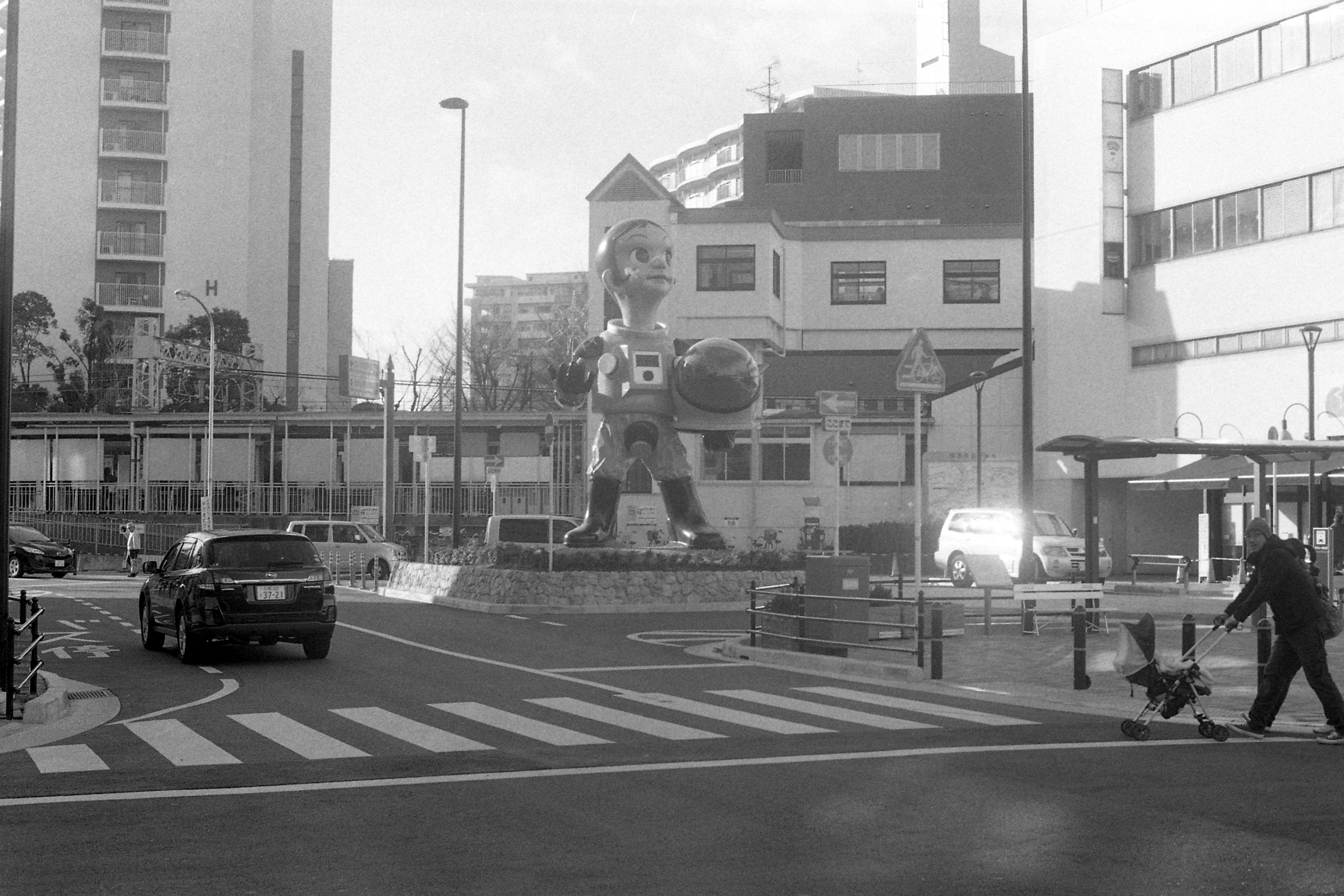
Statue Sun Child de Kenji Yanobe devant la gare de Minami-Ibaraki.

- Statue Sun Child de Kenji Yanobe[2]